# Ines Biebrach
Ines Biebrach (* 1973 in Räckelwitz) ist eine deutsche Rechtsanwältin und Politikerin (BSW). Seit 2024 ist sie stellvertretende Fraktionsvorsitzende des BSW im sächsischen Landtag.
Biebrach studierte in Rostock Rechtswissenschaften und absolvierte dort auch das anschließende Referendariat. 2001 erhielt sie die Zulassung zur Rechtsanwaltschaft. Biebrach hat eine Rechtskanzlei in Dresden und wohnt im Landkreis Bautzen.
Biebrach ist seit 2024 Mitglied des BSW und ist seit der Kommunalwahl 2024 Teil der BSW-Fraktion im Kreisrat des Landkreises Bautzen. Für die Landtagswahl 2024 belegte sie den 12. Listenplatz der BSW-Landesliste und wurde somit in den 8. sächsischen Landtag gewählt. Biebrach ist stellvertretende Fraktionsvorsitzende der BSW-Fraktion.